# Haushaltskonsolidierung
Haushaltskonsolidierung bedeutet grundsätzlich eine Verringerung der Nettoneuverschuldung öffentlicher Haushalte pro zeitlicher Konsolidierungsphase. Eine Rückführung des staatlichen Gesamtschuldenstandes (absoluten/relativen zu BIP) kann zwar, muss aber nicht gemeint sein – es hängt von den jeweiligen (recht unterschiedlich verwendeten) Indikatoren ab. Haushaltskonsolidierung ist zumeist nur auf den Finanzierungssaldo (Ausgaben/Einnahmen-Differenz) des jeweiligen Staatshaushalts innerhalb eines bestimmten Haushaltsjahres bezogen – eine Rückführung des jeweiligen Schuldenstandes ist aus Haushaltskonsolidierung keinesfalls automatisch ableitbar.
Als Ziel der Haushaltskonsolidierung wird häufig die Entzerrung der Tilgungsstrukturen und/oder eine Reduzierung der Zinslasten, das Schlagwort Schuldentragfähigkeit angegeben.
Die Haushaltskonsolidierung trifft alle haushaltsaufstellenden öffentlich-rechtlichen Körperschaften mit Haushaltsdefiziten, wie Bund, Bundesländer, Gemeinden, Gemeindeverbände, Anstalten des öffentlichen Rechts und Körperschaften des öffentlichen Rechts. Das gilt auch international für Staaten und deren Untergliederungen.

## Materieller Haushaltsausgleich

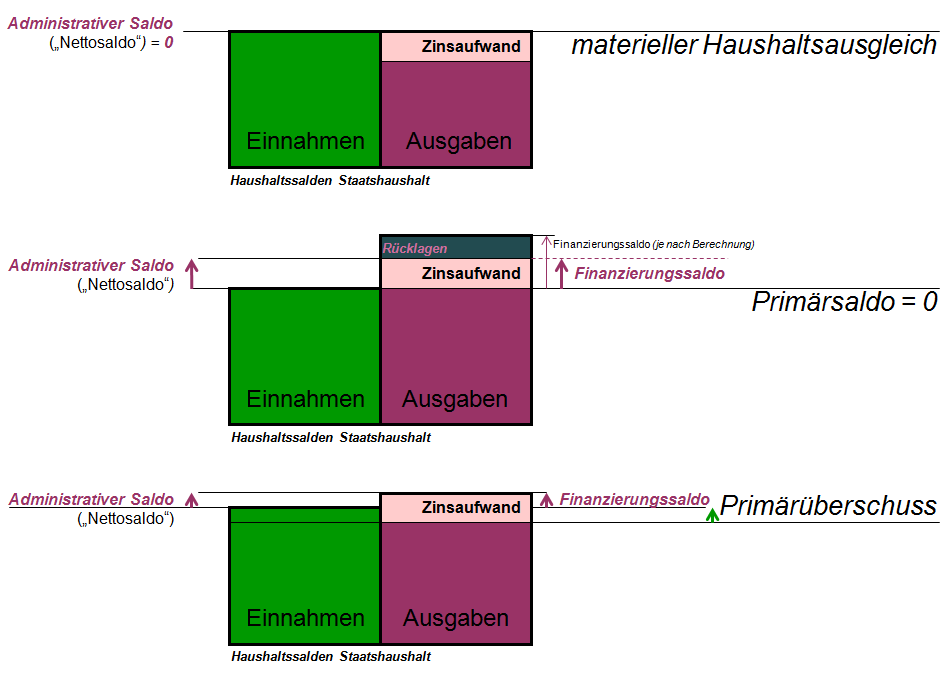
Administrative & Primärsalden

Der Haushaltsausgleich ist nicht in rein formellem, buchhalterischem Sinne zu verstehen. Formell ist jeder Haushalt ausgeglichen. Ein materieller Haushaltsausgleich liegt vor, wenn die haushaltsführende Körperschaft neben ihren laufenden Ausgaben auch die Zinsverpflichtungen für Kredite aus ihren laufenden Einnahmen bestreiten kann.
Der Haushalt ist dann ausgeglichen, wenn die Ausgaben die Einnahmen nicht übersteigen. Übersteigen die Einnahmen die Ausgaben, wird von Einnahmeüberschuss gesprochen. Übersteigen die jährlichen Ausgaben die jährlichen Einnahmen, entsteht ein Defizit in/aus der laufenden Periode.
Ein Haushaltsdefizit stellt eine negative Abweichung vom ausgeglichenen Haushalt dar. Ein Defizit des jeweiligen Haushalts kann entweder mittels Kreditaufnahme oder mittels nachträglicher Veräußerung von Vermögenssubstanz (wie beispielsweise Veräußerung von Grundstücken, Rechten, Lizenzen oder Beteiligungen am/an Unternehmen) finanziert werden.
Haushaltskonsolidierung bedeutet üblicherweise die Reduzierung geplanten (bzw. erwarteten) Defizits. Dies kann auf zweierlei Arten bewerkstelligt werden – entweder mittels angestrebter Einnahmeerhöhung wie klassischerweise Steuererhöhungen (+T) im Fall des Staatshaushalts oder/und mittels vorgenommener/geplanter Ausgabenkürzung (-G) – jedenfalls theoretisch und bei einzelwirtschaftlicher Betrachtung – ob die Haushaltskonsolidierung letztlich gelingt, hängt auch von der wirtschaftlichen Ausgangssituation sowie von den Ausgabenreaktionen komplementärer Wirtschaftssubjekte ab.

## Ausgangssituation

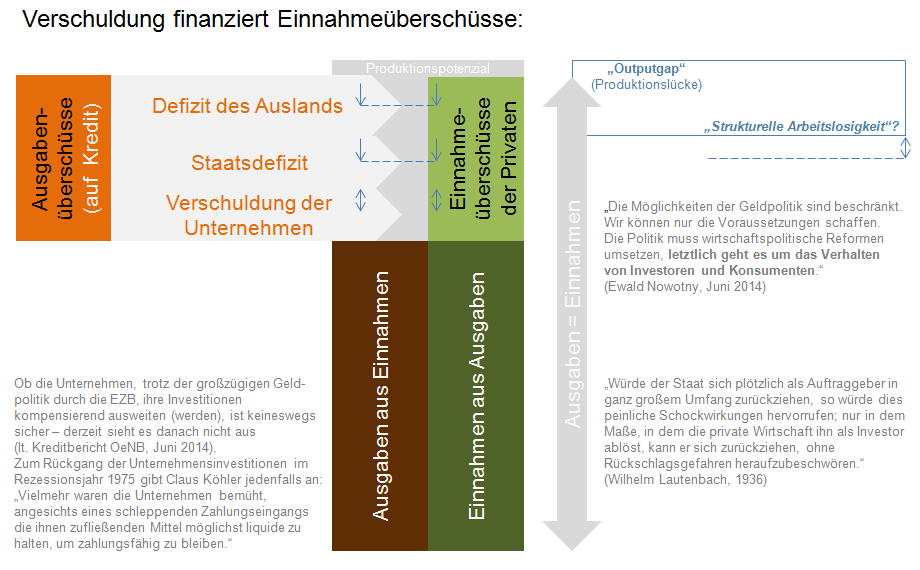
Defizit- & Überschusssalden

Ein Defizit bzw. Ausgabenüberschuss finanziert grundsätzlich und per Saldo in gleicher Höhe Einnahmeüberschüsse anderer Wirtschaftssubjekte. Beispielsweise finanziert ein Teil des Zwillingsdefizits, also das Leistungsbilanzdefizit den Überschuss einer anderen Volkswirtschaft. Insofern ist zu Haushaltskonsolidierung die jeweilige Ausgangssituation zu unterscheiden – ob es sich um eine Volkswirtschaft handelt, die einen passiven oder aktiven Außenbeitrag aufweist. Freilich kann eine nettoexportierende Volkswirtschaft aus ihrem Exportüberschuss einen ausgeglichenen Haushalt eher (auf Kosten der ausländischen Volkswirtschaft) erreichen.
Die aus den Staatsdefiziten (Inland/Ausland) resultierenden Verbindlichkeiten sind in gleicher Höhe per Saldo die monetären Forderungen (Einnahmeüberschüsse) der Privaten. Da Verbindlichkeiten in ihrer Höhe monetären Forderungen entsprechen (sich sämtliche Verbindlichkeiten und Forderungen lt. VGR aufheben), kann Geldvermögenszuwachs einer Volkswirtschaft (alle inländischen Sektoren konsolidiert) nur aus der Höhe des negativen Außenbeitrages einer anderen gebildet werden. Die Höhe der jährlichen Einnahmeüberschüsse der (inländischen) Privaten resultiert aus der Nettokreditaufnahme ausländischer Sektoren, dem (eigenen) Staatsdefizit sowie aus dem Ausgabenüberschuss des (inländischen) Unternehmenssektors (siehe auch Finanzierungsrechnung).
Ein Haushaltsausgleich des Auslands erfordert demnach auf der anderen Seite (bei einer Volkswirtschaft mit positivem Außenbeitrag) den Verzicht der (inländischen) Privaten auf Überschüsse aus dem Außenhandel. Der (zusätzliche) Haushaltsausgleich des inländischen Staatshaushalts verlangt den Verzicht der Privaten auf Einnahmeüberschüsse aus der Reduktion des Staatsdefizits. Trotz verringerter Einnahmeüberschüsse sollen/dürfen die Privaten die Sparquote in ihrer Gesamtheit nicht erhöhen. Tut dies der Sektor der Konsumenten dennoch, müsste der Anteil der Unternehmen seine kreditfinanzierten Investitionen (Ausgabenüberschüsse) wiederum (bei reduziertem Umsatz) ausgleichend erhöhen.

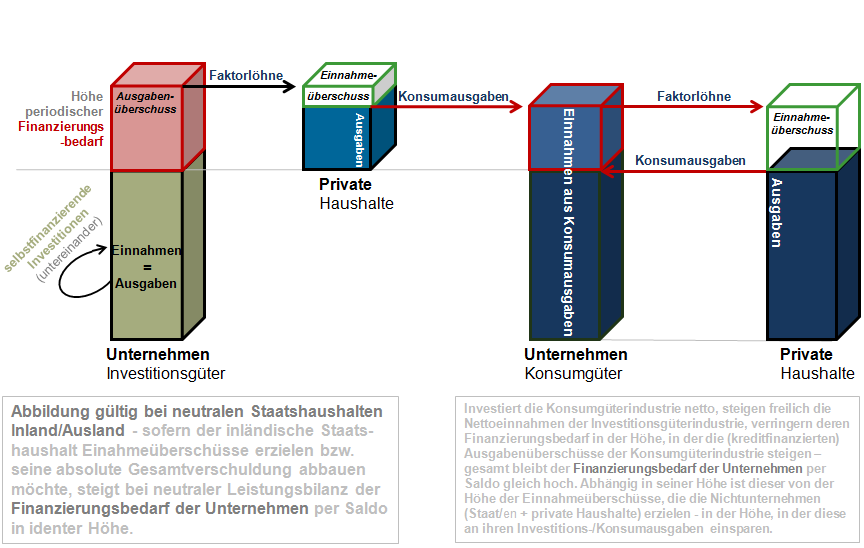
Selbstfinanzierende Investitionen, Investitionsgüter-/Konsumgüterindustrie

Daraus folgt, wenn während einer wirtschaftlichen Boomphase, die Unternehmen ihre (sich gegenseitig selbstfinanzierenden) Investitionen erhöhen und die Konsumenten ausgabenfreudig ihre Sparquote verringern, eine angestrebte Haushaltskonsolidierung nicht so dämpfend auf die Konjunktur wirken muss, dass diese einbricht – insofern die Haushaltskonsolidierung gelingen kann.
Während einer Stagnations- oder wirtschaftlichen Abschwungphase, die auch dadurch gekennzeichnet ist, dass die Unternehmen sich in ihren Investitionsentscheidungen zurückhaltend verhalten, ist der Versuch der Haushaltskonsolidierung erfahrungsgemäß zum Scheitern verurteilt, denn jede staatliche Ausgabenminderung (netto) gegenüber den privaten Wirtschaftssubjekten veranlasst letztere zu ebensolcher Ausgabenzurückhaltung und der daraus entstehende gesamtwirtschaftliche Einnahmenausfall verringert wiederum die Einnahmen des Staates und/oder erhöht die Sozialausgaben (wie aufgrund steigender Beschäftigungslosigkeit) – erhöht also gerade wegen der staatlichen Ausgabenkürzungen letztlich sein eigenes Defizit – wie dies exemplarisch auch während der Weltwirtschaftskrise zutraf.
Bricht das Bruttoinlandsprodukt, wovon die staatlichen Ausgaben einen Teil darstellen, ein, steigt die relative Staatsverschuldung (ohne zusätzliche Ausgaben), da die Staatsschuldenquote die Relation BIP zu absolutem Schuldenstand abbildet.

### Haushaltskonsolidierung bei Leistungsbilanzdefizit
Ein Staatshaushalt kann konsolidiert werden, wenn die internen Reformen dazu führen, dass sich Leistungsbilanzdefizite zu -überschüssen wandeln. Wenn jedoch die Überschussstaaten nicht bereit sind auf ihre Überschüsse zu verzichten, können diesbezügliche Ungleichgewichte kaum verringert werden – insofern wird der Überschussstaat Deutschland von EU, IWF und US regelmäßig gemahnt – die so genannte innere Abwertung führt dann (wenn kein ausländischer Staat mehr nachzufragen bereit ist) nur zu einer Schwächung der Binnenwirtschaft des jeweiligen Staates. Dessen BIP nimmt ab, die Schuldenquote steigt (beide Fiskalpakt-Kriterien können dann nicht eingehalten werden – die Reduktion des Defizits erhöht in so einem Fall die Schuldenquote).

#### Rückwirkungen
Werden Importe reduziert, reduziert dies die Exporte anderer Staaten. Reduzieren diese, um ihren Überschuss möglichst zu erhalten, ebenso ihre Importe, vermindert dies wiederum die Exporte der Ersteren (Konkurrenzparadoxon). In diesem Kontext und aus Perspektive der exportierenden Unternehmer sind Wirtschaftssanktionen häufig kontraproduktiv und können wechselseitige Beggar-thy-Neighbor-Politik provozieren.

## Konsolidierungspflicht
Verschiedene gesetzliche Vorgaben zwingen zur Haushaltskonsolidierung. In Deutschland sind dies auf Bundesebene die als Schuldenbremse bezeichneten, grundgesetzlich vorgesehenen Regelungen bis hin zur Konsolidierungshilfe für Bundesländer nach Art. 143d Abs. 2 und 3 GG und das in den Gemeindeordnungen in Deutschland für Kommunen geltende Haushaltssicherungskonzept.
Aus den Konvergenzkriterien des Europäischen Fiskalpakts wird die Höchstgrenze des jährlichen Budgetdefizits bei normaler konjunktureller Auslastung (strukturelles Defizit) von 0,5 % praktisch erlaubt, die 3 % Höchstgrenze (konjunkturelles Defizit) werden nur theoretisch zugestanden. Staatshaushalte, die 60 % Schuldenquote (zu BIP) überschreiten oder überschritten haben, müssen jährlich in Höhe eines Zwanzigstels der Überschreitung pro Jahr rückführen (bei konstantem BIP müsste der jeweilige Staatshaushalt diesbezüglich einen Überschuss erwirtschaften, bei sinkendem BIP sogar einen umso höheren[!]).
Deutschland hat in seiner Verfassung die Höchstgrenze seines strukturellen Defizits ab 2016 auf 0,35 % des Bruttoinlandsprodukts festgesetzt (Art. 115 GG), Österreich auf 0,45 % ab 2017.
Bei Überschreitung der 3-%-Defizit-Grenze kann die Europäische Kommission ein Defizitverfahren einleiten und hat diese auch bereits gegen Deutschland und andere Staaten eingeleitet. Im Rahmen des Verfahrens kann die Finanzierung weiterer Defizite von der Kommission erschwert werden, die Europäische Investitionsbank kann dazu angehalten werden (Art. 126 AEU-V).

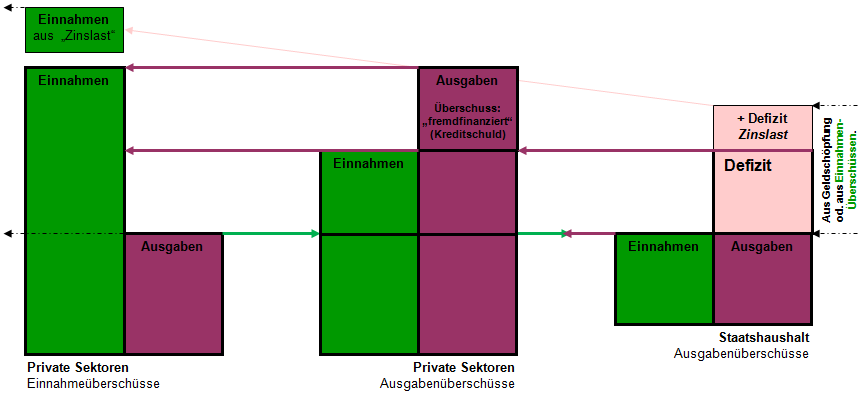
Salden privater Sektoren und staatliche Haushaltssalden.

In Zeiten rezessiver konjunktureller Entwicklung resultiert aus einem erhöhten staatlichen Defizit eine direkte/indirekte Verbesserung der Nachfrage- und Beschäftigungssituation (deficit spending). Zwar lässt der EU-Vertrag konjunkturelle Defizite offiziell zu, jedoch (a) bei Überschreiten der 60-%-Quote allerdings praktisch nicht (wird von der jährlichen Rückführungspflicht unterlaufen) und (b) wird die Berechnung des jeweiligen Produktionspotenzials so gestaltet, dass es erscheint, als ob beispielsweise die hohe Arbeitslosigkeit vorwiegend strukturell sei. Frankreich und Italien zweifeln an der (derzeitigen) Sinnhaftigkeit der Rigidität des Stabilitätspaktes.

## Volkswirtschaftliche Wirkungen der Haushaltskonsolidierung
Eine Erhöhung der Steuern oder eine Senkung der Staatsausgaben wird als restriktive Fiskalpolitik (oder Haushaltskonsolidierung) bezeichnet. Umgekehrt wird eine Ausweitung des Haushaltsdefizits expansive Fiskalpolitik genannt. Restriktive Fiskalpolitik bewirkt einen Produktions- und Einkommensrückgang.

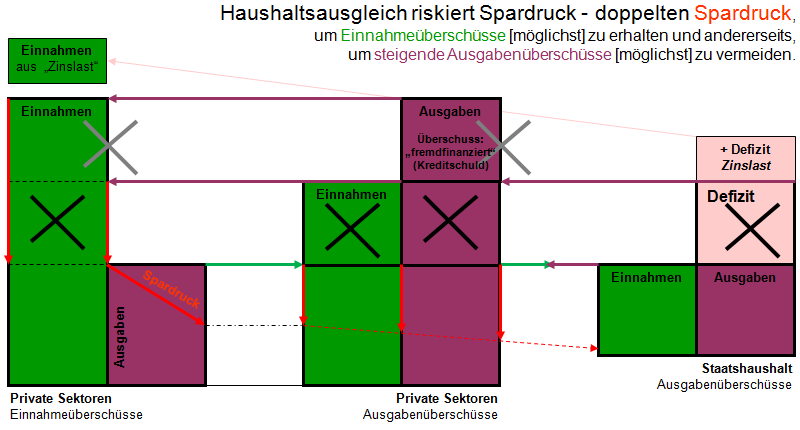
Zu Risiken aus Haushaltsausgleich.

Ausgabenkürzungen verringern die volkswirtschaftliche Gesamtnachfrage, und zwar direkt insbesondere beim staatlichen Konsum oder indirekt über kontraktive Effekte auf das verfügbare Einkommen bei staatlichen Transferleistungen (etwa Arbeitslosenunterstützungen). Steuererhöhungen führen zwar zu erwünschten höheren Staatseinnahmen, reduzieren jedoch die verfügbaren Einkommen von Privathaushalten oder schmälern die Unternehmensgewinne, was die Gesamtnachfrage nur dann nicht dämpft, wenn erhöhte Steueranteile nicht an die Realwirtschaft ausgegeben worden wären, nur geldvermögenssteigernd wirksam gewesen wären.
Positive Wirkung kann eine Konsolidierung des Staatshaushalts auf die Bewertung von Ratingagenturen haben, womit letztlich etwaige Finanzierungsprobleme verringert werden (niedrigerer Zins und erhöhte Nachfrage nach Staatstiteln) können.
Eine umfassende empirische Untersuchung über die volkswirtschaftlichen Effekte einer Haushaltskonsolidierung liefert der IWF mit einer Analyse der Auswirkungen innerhalb eines Zeitraums von 30 Jahren in 15 Industriestaaten. Danach führen Haushaltskonsolidierungen normalerweise zu kontraktiven Wirkungen, wobei eine ausgabenkürzende Konsolidierung weniger kontraktiv wirke als eine steuerorientierte; beide führen zur Steigerung der Netto-Exporte.
Das Hauptergebnis der IWF-Analyse ist, dass die wirtschaftshemmende Wirkung insgesamt überwiegt. So bewirkt eine Reduktion des Staatsdefizits um 1 % des Bruttoinlandsprodukts (BIP) typischerweise eine BIP-Verringerung um 0,5 % des BIP innerhalb von 2 Jahren und eine Erhöhung der Arbeitslosenquote um 0,3 %. Demgegenüber fallen die Zinssätze nach 2 Jahren um 0,2 %, was jedoch offenbar nicht ausreicht, um die negativen Effekte wettzumachen. Interessanterweise war die hemmende Wirkung sogar in Episoden sichtbar, in denen das Ausfallrisiko erhöht ist.
Berechnungen der Deutschen Bundesbank zufolge beträgt das Verhältnis der Staatsschulden zum gesamten Volksvermögen in Deutschland vertretbare 20 %. Der Zinsdeckungsgrad von 9,7 % ist zwar auf hohem Niveau, aber tragbar. Bei Nachhaltigkeitsfragen steht die Primärüberschussquote im Vordergrund der Diskussion. Sie ist die Differenz zwischen Einnahmen und Ausgaben im Verhältnis zum Bruttoinlandsprodukt, wobei von den Ausgaben die Zinsausgaben abgezogen werden.